# Dealul Rădoaia
Dealul Rădoaia (ryska: Гора Радоя) är en kulle i Moldavien. Den ligger i distriktet Sîngerei, i den centrala delen av landet. Toppen på Dealul Rădoaia är 233 meter över havet.
Terrängen runt Dealul Rădoaia är huvudsakligen platt. Trakten runt Dealul Rădoaia består till största delen av jordbruksmark. På södra sidan finns ängar och skog.